# SC Gooiland in het seizoen 1970/71
Het seizoen 1970/1971 was het 16e en laatste jaar in het bestaan van de Hilversumse betaaldvoetbalclub SC Gooiland. De club kwam uit in de Tweede divisie en eindigde daarin op de zesde plaats. Tevens deed de club mee aan het toernooi om de KNVB beker, hierin werd de club in de eerste ronde met 2–1 door het Groningse GVAV uitgeschakeld. Na het seizoen werd duidelijk dat bij de sanering van het betaald voetbal in Nederland er een aantal clubs noodgedwongen moest verdwijnen naar de amateurs. SC Gooiland was op basis van de criteria (gemiddelde van het aantal betalende toeschouwers over de afgelopen vijf jaar) van de KNVB een van de elf clubs die moesten verdwijnen uit het betaald voetbal. De club werd ontbonden en de overblijfselen werden samengevoegd met de amateurclub die sinds 1965 weer onder de naam  't Gooi meedeed aan het amateurvoetbal.

## Wedstrijdstatistieken

### Tweede divisie
|       | AGOVV | Baronie | SC Drente | EDO   | Eindhoven | Fortuna | Hermes DVS | Limburgia | NOAD  | PEC   | RBC   | RCH   | Roda JC | De Volewijckers | FC VVV | ZFC   |
| ----- | ----- | ------- | --------- | ----- | --------- | ------- | ---------- | --------- | ----- | ----- | ----- | ----- | ------- | --------------- | ------ | ----- |
| Thuis | 2 – 0 | 3 – 0   | 0 – 0     | 0 – 1 | 0 – 3     | 2 – 0   | 1 – 1      | 0 – 0     | 3 – 3 | 0 – 0 | 2 – 1 | 1 – 0 | 2 – 0   | 1 – 2           | 2 – 3  | 0 – 0 |
| Uit   | 1 – 2 | 2 – 2   | 3 – 1     | 1 – 1 | 4 – 3     | 3 – 0   | 0 – 2      | 0 – 3     | 0 – 1 | 7 – 1 | 1 – 1 | 0 – 3 | 2 – 0   | 4 – 1           | 1 – 1  | 0 – 0 |

### KNVB beker
| 1e ronde                                      | GVAV                          | 2 – 1 (1 – 1) | SC Gooiland             |
| 16 augustus 1970 Plaats: Groningen Oosterpark | Frans Guns 28' Theo Buijs 75' |               | 32' Marcel van der Lugt |

## Statistieken SC Gooiland 1970/1971

### Eindstand SC Gooiland in de Nederlandse Tweede divisie 1970 / 1971
| Stand | Gespeeld | Gewonnen | Gelijk | Verloren | Punten | Doelpunten voor | Doelpunten tegen |
| ----- | -------- | -------- | ------ | -------- | ------ | --------------- | ---------------- |
| 6e    | 32       | 11       | 11     | 10       | 33     | 41              | 43               |

### Topscorers
| #              | Naam               | Goal |
| -------------- | ------------------ | ---- |
| 1.             | Michel Struik      | 15   |
| 2.             | Gerard Hogenbirk   | 9    |
| 3.             | Bob Ponsen         | 4    |
| 4.             | Eddy Westbroek     | 3    |
| 5.             | Rob Jansen         | 2    |
| 5.             | Wim Riechelman     | 2    |
| 5.             | Johan Schouten     | 2    |
| 8.             | Cees Kick          | 1    |
| Eigen doelpunt |                    |      |
| –              | Ton Breeuwer (EDO) | 1    |
| Totaal         | Totaal             | 41   |

| #      | Naam                | Goal |
| ------ | ------------------- | ---- |
| 1.     | Marcel van der Lugt | 1    |
| Totaal | Totaal              | 1    |

## Voetnoten
AGOVV · Baronie · SC Drente · EDO · Eindhoven · Fortuna · Gooiland · Hermes DVS · Limburgia · NOAD · PEC · RBC · RCH · Roda JC · De Volewijckers · FC VVV · ZFC